# Tour de France 1958
45. Tour de France rozpoczął się 26 czerwca w Brukseli, a zakończył 19 lipca 1958 roku w Paryżu. Wyścig o długości 4319 km podzielono na 24 etapy. W klasyfikacji generalnej zwyciężył Luksemburczyk Charly Gaul. W klasyfikacji górskiej najlepszy był Hiszpan Federico Bahamontes, w punktowej Francuz Jean Graczyk, a w klasyfikacji drużynowej zwyciężyła Belgia. Najaktywniejszym kolarzem został Federico Bahamontes.

## Drużyny
W tej edycji Tdf wzięło udział 12 drużyn:
- Francja
- Włochy
- Belgia
- Hiszpania
- Holandia/Luksemburg
- Szwajcaria/RFN
- Międzynarodowa AUT/POR[3]
- Centre-Midi
- Ouest/Sud-Ouest
- Paris/Nord-Est
- Międzynarodowa GBR
- Międzynarodowa DEN/IRL

## Etapy
| Etap | Data       | Trasa                      | Dystans   | Zwycięzca            | Lider wyścigu     |
| ---- | ---------- | -------------------------- | --------- | -------------------- | ----------------- |
| 1    | 26 czerwca | Bruksela - Gandawa         | 184 km    | André Darrigade      | André Darrigade   |
| 2    | 27 czerwca | Gandawa - Dunkierka        | 198 km    | Gerrit Voorting      | Jos Hoevenaers    |
| 3    | 28 czerwca | Dunkierka - Mers-les-Bains | 177 km    | Gilbert Bauvin       | Wim van Est       |
| 4    | 29 czerwca | Le Tréport - Wersal        | 205 km    | Jean Gainche         | Wim van Est       |
| 5    | 30 czerwca | Wersal - Caen              | 232 km    | Tino Sabbadini       | Gilbert Bauvin    |
| 6    | 1 lipca    | Caen - Saint-Brieuc        | 223 km    | Martin van Geneugden | Gerrit Voorting   |
| 7    | 2 lipca    | Saint-Brieuc - Brest       | 170 km    | Brian Robinson       | Gerrit Voorting   |
| 8    | 3 lipca    | Châteaulin                 | ITT 46 km | Charly Gaul          | Gerrit Voorting   |
| 9    | 4 lipca    | Quimper - Saint-Nazaire    | 206 km    | André Darrigade      | André Darrigade   |
| 10   | 5 lipca    | Saint-Nazaire - Royan      | 255 km    | Pierino Baffi        | André Darrigade   |
| 11   | 6 lipca    | Royan - Bordeaux           | 137 km    | Arrigo Padovan       | André Darrigade   |
| 12   | 7 lipca    | Bordeaux - Dax             | 161 km    | Martin van Geneugden | André Darrigade   |
| 13   | 8 lipca    | Dax - Pau                  | 230 km    | Louis Bergaud        | Raphaël Géminiani |
| 14   | 9 lipca    | Pau - Luchon               | 129 km    | Federico Bahamontes  | Vito Favero       |
| 15   | 10 lipca   | Luchon - Tuluza            | 176 km    | André Darrigade      | Vito Favero       |
| 16   | 11 lipca   | Tuluza - Béziers           | 187 km    | Pierino Baffi        | Vito Favero       |
| 17   | 12 lipca   | Béziers - Nîmes            | 189 km    | André Darrigade      | Vito Favero       |
| 18   | 13 lipca   | Mont Ventoux               | 21 km     | Charly Gaul          | Raphaël Géminiani |
| 19   | 14 lipca   | Carpentras - Gap           | 178 km    | Gastone Nencini      | Raphaël Géminiani |
| 20   | 15 lipca   | Gap - Briançon             | 165 km    | Federico Bahamontes  | Raphaël Géminiani |
| 21   | 16 lipca   | Briançon - Aix-les-Bains   | 219 km    | Charly Gaul          | Vito Favero       |
| 22   | 17 lipca   | Aix-les-Bains - Besançon   | 237 km    | André Darrigade      | Vito Favero       |
| 23   | 18 lipca   | Besançon - Dijon           | ITT 74 km | Charly Gaul          | Charly Gaul       |
| 24   | 19 lipca   | Dijon - Paryż              | 320 km    | Pierino Baffi        | Charly Gaul       |

## Liderzy klasyfikacji po etapach
| Etap                 | Zwycięzca            | Klasyfikacja generalna | Klasyfikacja punktowa | Klasyfikacja górska | Klasyfikacja drużynowa |
| -------------------- | -------------------- | ---------------------- | --------------------- | ------------------- | ---------------------- |
| 1                    | André Darrigade      | André Darrigade        | André Darrigade       | brak                | Belgia                 |
| 2                    | Gerrit Voorting      | Jos Hoevenaers         | Jos Hoevenaers        | brak                | Belgia                 |
| 3                    | Gilbert Bauvin       | Wim van Est            | Jean Graczyk          | brak                | Holandia/Luksemburg    |
| 4                    | Jean Gainche         | Wim van Est            | Jean Graczyk          | brak                | Belgia                 |
| 5                    | Tino Sabbadini       | Gilbert Bauvin         | Jean Graczyk          | brak                | Francja                |
| 6                    | Martin Van Geneugden | Gerrit Voorting        | Jean Graczyk          | brak                | Francja                |
| 7                    | Brian Robinson       | Gerrit Voorting        | Jean Graczyk          | brak                | Francja                |
| 8                    | Charly Gaul          | Gerrit Voorting        | Jean Graczyk          | brak                | Francja                |
| 9                    | André Darrigade      | André Darrigade        | Jean Graczyk          | brak                | Francja                |
| 10                   | Pierino Baffi        | André Darrigade        | Jean Graczyk          | brak                | Francja                |
| 11                   | Arrigo Padovan       | André Darrigade        | Jean Graczyk          | brak                | Francja                |
| 12                   | Martin Van Geneugden | André Darrigade        | Jean Graczyk          | brak                | Francja                |
| 13                   | Louis Bergaud        | Raphaël Géminiani      | Jean Graczyk          | Federico Bahamontes | Francja                |
| 14                   | Federico Bahamontes  | Vito Favero            | Jean Graczyk          | Federico Bahamontes | Francja                |
| 15                   | André Darrigade      | Vito Favero            | Jean Graczyk          | Federico Bahamontes | Francja                |
| 16                   | Pierino Baffi        | Vito Favero            | Jean Graczyk          | Federico Bahamontes | Francja                |
| 17                   | André Darrigade      | Vito Favero            | Jean Graczyk          | Federico Bahamontes | Francja                |
| 18                   | Charly Gaul          | Raphaël Géminiani      | Jean Graczyk          | Federico Bahamontes | Belgia                 |
| 19                   | Gastone Nencini      | Raphaël Géminiani      | Jean Graczyk          | Federico Bahamontes | Belgia                 |
| 20                   | Federico Bahamontes  | Raphaël Géminiani      | Jean Graczyk          | Federico Bahamontes | Belgia                 |
| 21                   | Charly Gaul          | Vito Favero            | Jean Graczyk          | Federico Bahamontes | Francja                |
| 22                   | André Darrigade      | Vito Favero            | Jean Graczyk          | Federico Bahamontes | Francja                |
| 23                   | Charly Gaul          | Charly Gaul            | Jean Graczyk          | Federico Bahamontes | Belgia                 |
| 24                   | Pierino Baffi        | Charly Gaul            | Jean Graczyk          | Federico Bahamontes | Belgia                 |
| Klasyfikacja końcowa | Klasyfikacja końcowa | Charly Gaul            | Jean Graczyk          | Federico Bahamontes | Belgia                 |

## Klasyfikacje
|     | Zawodnik            | Zespół               | Czas         |
| --- | ------------------- | -------------------- | ------------ |
| 1.  | Charly Gaul         | Holandia/ Luksemburg | 116h 59' 05" |
| 2.  | Vito Favero         | Włochy               | +3'10"       |
| 3.  | Raphaël Géminiani   | Centre-Midi          | +3'41"       |
| 4.  | Jan Adriaensens     | Belgia               | +7'16"       |
| 5.  | Gastone Nencini     | Włochy               | +13'33"      |
| 6.  | Jozef Planckaert    | Belgia               | +28'01"      |
| 7.  | Louison Bobet       | Francja              | +31'39"      |
| 8.  | Federico Bahamontes | Hiszpania            | +40'44"      |
| 9.  | Louis Bergaud       | Francja              | +48'33"      |
| 10. | Jos Hoevenaers      | Belgia               | +58'26"      |

|    | Zawodnik            | Zespół               | Punkty |
| -- | ------------------- | -------------------- | ------ |
| 1. | Federico Bahamontes | Hiszpania            | 78     |
| 2. | Charly Gaul         | Holandia/ Luksemburg | 64     |
| 3. | Jean Dotto          | Centre-Midi          | 34     |
| 4. | Gianni Ferlenghi    | Włochy               | 33     |
| 5. | Jean Adriaenssens   | Belgia               | 28     |

|    | Zawodnik          | Zespół          | Punkty |
| -- | ----------------- | --------------- | ------ |
| 1. | Jean Graczyk      | Francja         | 247    |
| 2. | Jef Planckaert    | Belgia          | 406    |
| 3. | André Darrigade   | Francja         | 553    |
| 4. | Jean Gainche      | Ouest/Sud-Ouest | 584    |
| 5. | Edouard Delberghe | Paris/Nord-Est  | 623    |

| Poz. | Kraj                 | Czas         |
| ---- | -------------------- | ------------ |
| 1.   | Belgia               | 352h 30' 58" |
| 2.   | Włochy               | +09' 05"     |
| 3.   | Holandia/ Luksemburg | +43' 26"     |
| 4.   | Francja              | +59' 20"     |
| 5.   | Centre-Midi          | +59' 34"     |